# Bahlsen

Historische Packungen für Leibniz-Kekse

Die Bahlsen GmbH & Co. KG ist ein deutsches Familienunternehmen der Backwarenbranche mit Sitz in Hannover. Das Unternehmen wurde 1889 von Hermann Bahlsen (1859–1919) gegründet.

## Unternehmensdaten
Bahlsen produzierte 2020 ca. 130.000 Tonnen Gebäck. Produziert wird in den Werken in Barsinghausen nahe Hannover, im friesischen Varel, in Berlin sowie in zwei Werken in Polen (in Skawina und Jawornik).
Zwischen 1996 und 1999 gehörte das Unternehmen den drei Gesellschaftern Werner Michael Bahlsen, Lorenz Alexander Bahlsen, dem späteren Gründer der The Lorenz Bahlsen Snack-World, und Andrea von Nordeck († 1998) zu gleichen Teilen. Von 1999 bis 2018 war Werner Michael Bahlsen alleiniger Gesellschafter und zugleich Geschäftsführer. Er ist heute Verwaltungsratsvorsitzender. Der seit 2020 tätige und für die Neuausrichtung zuständige CEO Phil Rumbol verließ 2022 das Unternehmen. Als Interimslösung übernahm ein Management-Team, dem auch die Tochter von Werner M. Bahlsen, Verena Bahlsen, angehörte. Alexander Kühnen übernahm zum 1. Januar 2023 die Position des CEO. 

## Produktidee und Markenstrategie

### Leibniz-Cakes

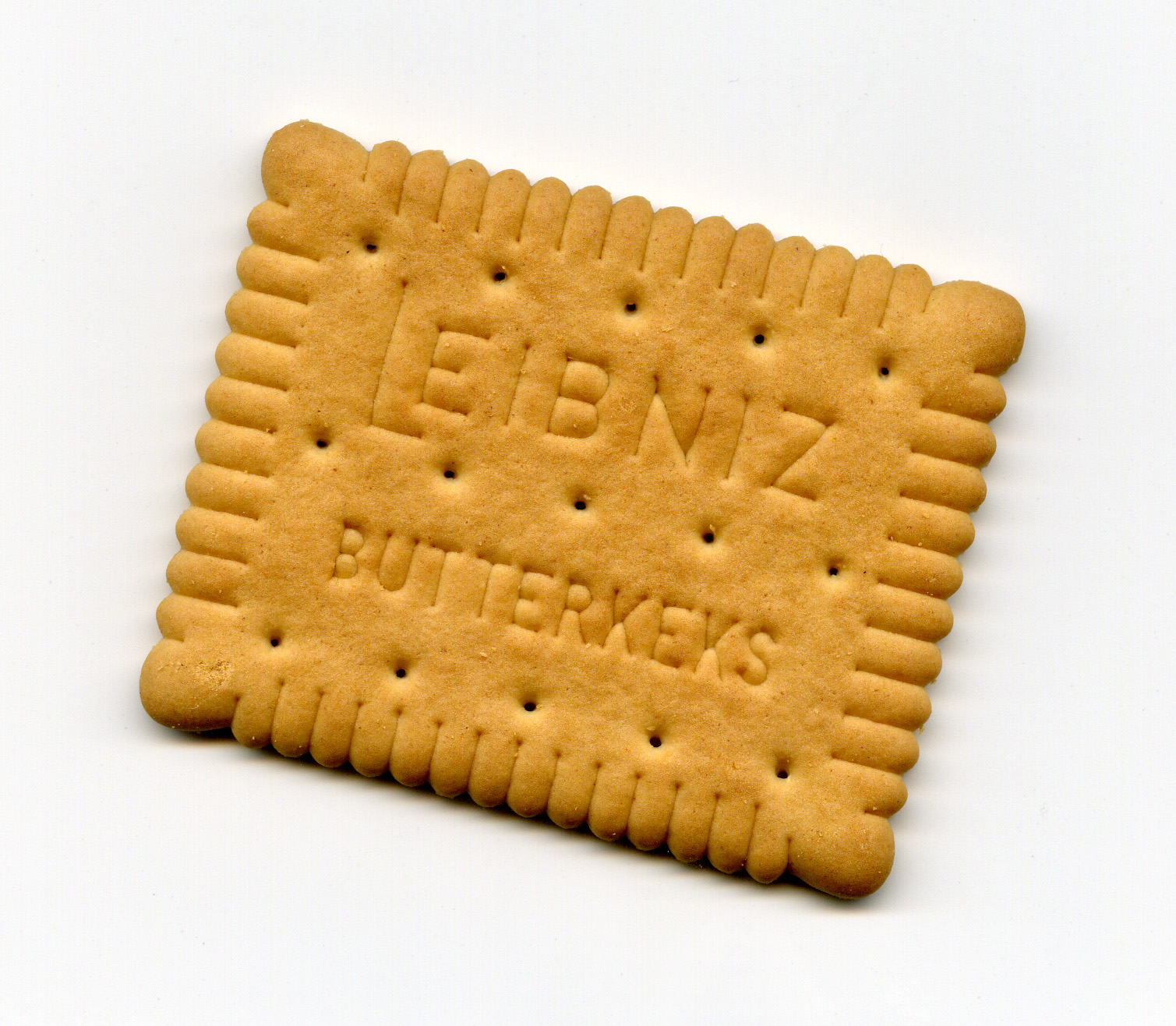
Leibniz-Keks mit 52 Zähnen

Bahlsen nannte 1891 seine Kekse mit Buttergeschmack (Butter Cakes) nach dem langjährigen hannoverschen Hofbibliothekar und Philosophen Gottfried Wilhelm Leibniz (1646–1716), der seinerzeit nach einem haltbaren Produkt zur Verpflegung der Soldaten gesucht hatte und auf Zwieback gestoßen war. 
Der Werbeslogan für die Butterkekse lautete 1898: „Was ißt die Menschheit unterwegs? Na selbstverständlich Leibniz Cakes!“

### TET-Markenzeichen

Das Logo mit TET aus dem Jahr 2009

TET-Warenzeichen

Im Jahr 1903 wurde das seit 1896 als Markenzeichen eingetragene springende Pferd durch das TET-Zeichen ersetzt, das der Grafiker Heinrich Mittag entworfen hatte. Die ägyptische Hieroglyphe ḏt (dschet, von Bahlsen „tet“ transkribiert), zusammengesetzt aus den Zeichen I10 (Kobra), X1 (Brotlaib) und N16 (Land, Erde, Ewigkeit) der Gardiner-Liste
| I10 · X1 · N16 |

 bedeutet „ewig dauernd“, ein Hinweis auf die durch Verpackung in Wachspapier noch gesteigerte Haltbarkeit des Dauergebäcks. Die Idee dazu hatte der hannoversche Museumsdirektor Friedrich Tewes von einer Ägyptenreise mitgebracht. 1904 kam die erste TET-Packung mit Leibniz-Cakes für 30 Pfennig (das entspricht heute etwa 2 Euro) auf den Markt. Ab 1954 wurde die thermoplastische Steifverpackung verwendet, eine in der Beschichtung verschweißte Aluminiumfolie.

### Künstlerische Reklamemarken (1912–1914)

Bahlsen-Reklamemarken von Änne Koken, 1913

Ein besonderes Element der Werbung bildeten die künstlerischen Reklamemarken, die von Bahlsen in den Jahren 1912 bis 1914 herausgegeben wurden. Es gab insgesamt acht Serien von Künstlermarken, die von verschiedenen Künstlern, wie Heinrich Vogeler oder Otto Obermeier, gestaltet wurden. Änne Koken entwarf zwei Serien. Die Serie C von Änne Koken vom Januar 1913 (siehe Foto) erzählt in zwölf Bildern das Erfolgsgeheimnis der Bahlsenkekse:

„Mehl / und Eier / Milch von der Kuh
würzige Butter / Zucker dazu
rühren / und backen
sauber verpacken
fertig zur Reise / in alle Welt
himmlische Speise / für wenig Geld.“

Die Reklamemarken waren beliebte Sammelobjekte. Weitere Künstler für Bahlsens Reklamemarken waren Karl Bernhard, Heinrich Mittag und Lucian Bernhard.
Hauptperson und Erzähler der Bildergeschichte auf den Marken ist ein geflügelter Putto. Die Marken dieser Serie zeigen die erforderlichen Zutaten, den Herstellungs- und Verpackungsprozess und die weltweite Verbreitung des Produkts. Die Reklamemarken wurden den Kunden gegen Einsendung von Gutscheinen, die den Kekspackungen beigefügt waren, zugeschickt. Für zwölf Gutscheine gab es zwölf Künstlermarken.

### Künstlerische Feldpostkarten (1914–1916)
Während des Ersten Weltkriegs gab Bahlsen insgesamt 64 Feldpostkarten heraus. Auch hierfür konnte er renommierte Künstler gewinnen: Änne Koken (3), Ferdinand Spiegel (3), Walter Georgi (25), Josse Goossens (16), Ludwig Hohlwein (9) Carl Otto Czeschka (6) und Julius Diez (2).

## Fabrikations- und Verwaltungsgebäude
1911 entstanden rund um die ältere Fabrikanlage im hannoverschen Stadtteil List ein Verwaltungsgebäude an der Podbielskistraße sowie ein Fabrikationsgebäude an der Lister Straße. Die Gebäude gehören zu den besten architektonischen Leistungen des Jugendstils in Hannover.
Im Verwaltungsgebäude gibt es neben dem Foyer den kleinen und den großen Sitzungssaal, die dekorativ im Jugendstil ausgestattet sind. Darunter befinden sich ein farbiger Wandfries von Georg Herting, eine über fünf Meter hohe, farbige Fensterfront von Adolf Hölzel sowie ein Bilderfries von Julius Diez mit dem Titel Die Göttin TET auf ihrem Thron.
Mehrfach tauchen an der prunkvoll gearbeiteten Natursteinfassade aus Langensalzaer Travertin die Darstellungen des Leibniz-Kekses auf. Heute werden am ursprünglichen Firmensitz keine Backwaren mehr produziert. Der große Gebäudekomplex ist renoviert und umgewandelt worden. Neben der Bahlsen-Verwaltung finden sich dort der Podbi-Park, ein Geschäftsviertel mit Büros, ein Hotel, städtische Einrichtungen (Bürgeramt, Stadtbibliothek) und eine Einkaufspassage.
Die Hauptverwaltung zog 1974 in ein neues Bürogebäude an der Podbielskistraße Ecke Eulenkamp, das nach Plänen von Jörn Köhnke, Dieter Bahlo und Klaus Stosberg errichtet wurde. Es fiel durch seine Wabenarchitektur auf. Im Jahr 2000 wurde die Verwaltung wegen Asbestbelastung in den früheren Hauptsitz zurückverlegt. Das Gebäude Podbielskistraße/Eulenkamp wurde 2001 abgerissen.
Im Jahr 2018 wurde nach mehr als 80 Jahren eine seit der Zeit des Nationalsozialismus versteckte und dadurch gerettete Statue von Bernhard Hoetger, die TET-Göttin darstellend, aufgefunden und wieder am Bahlsen-Stammhaus in Hannover angebracht.

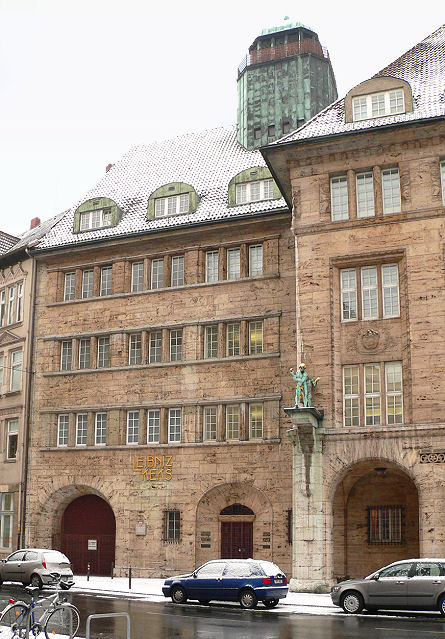
Jugendstil-Fassade des Verwaltungsbaus von 1911 aus Langensalzaer Travertin
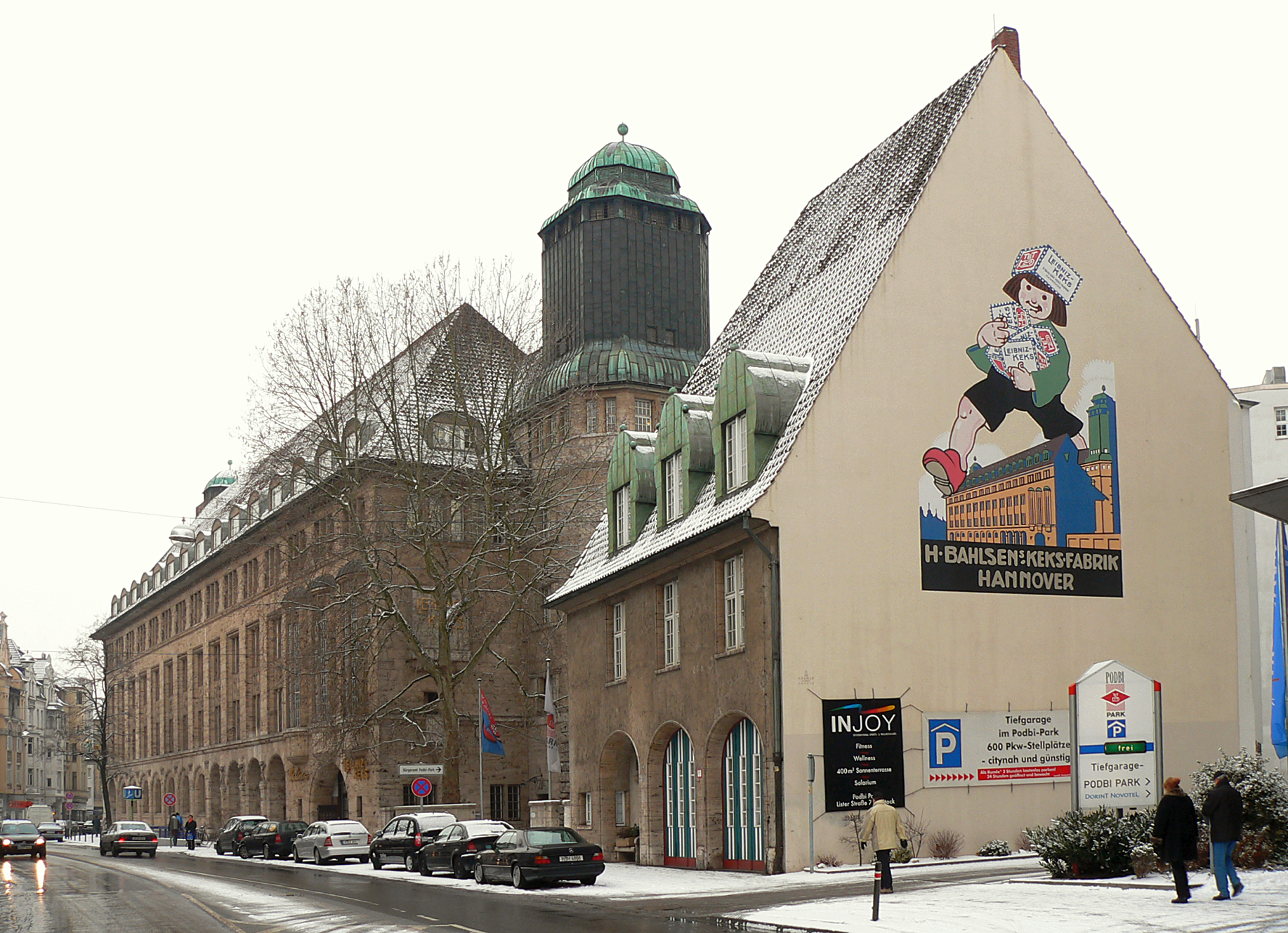
Bahlsen-Keksfabrik von 1911 in Hannover
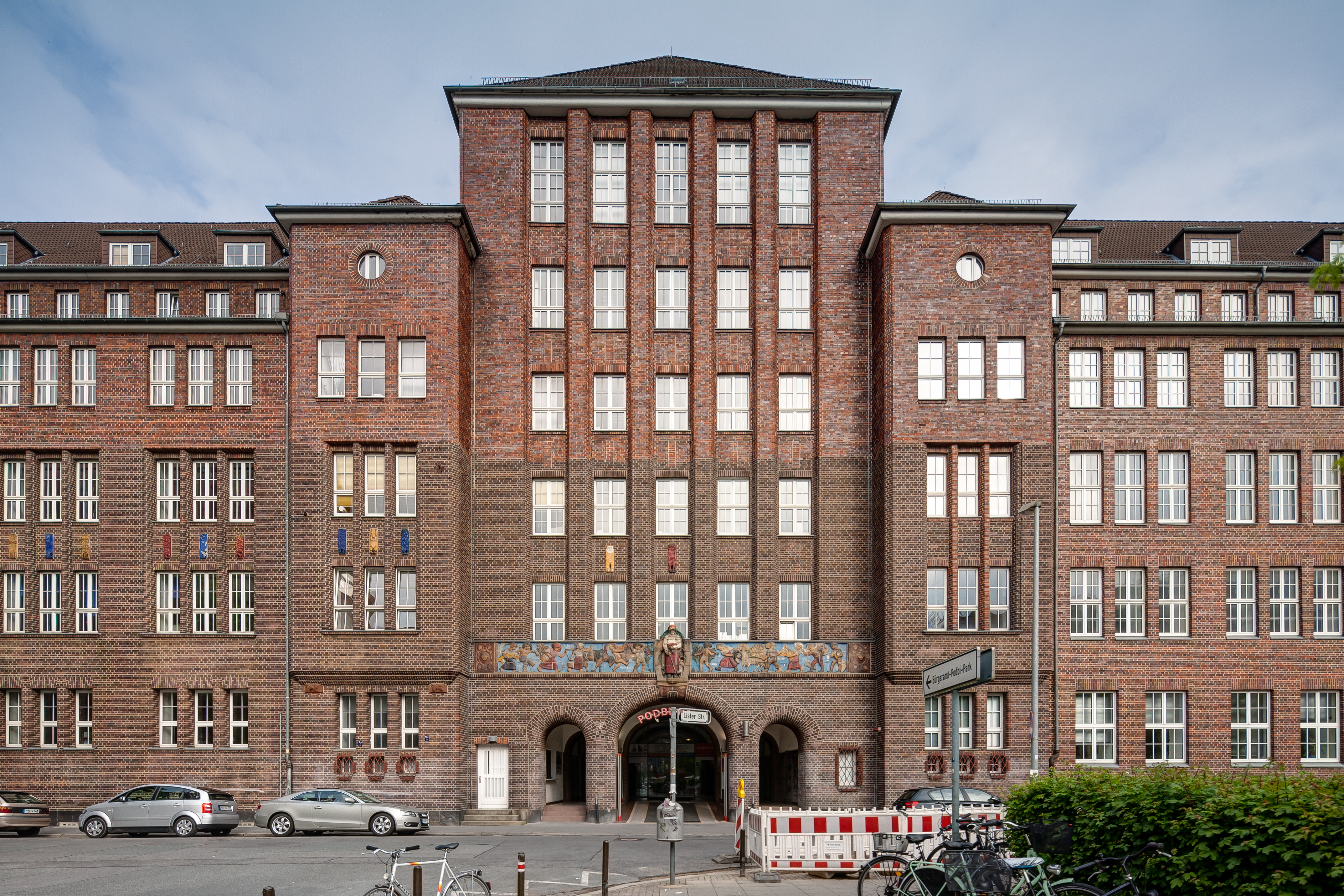
Ehemaliges Fabrikationsgebäude an der Lister Straße
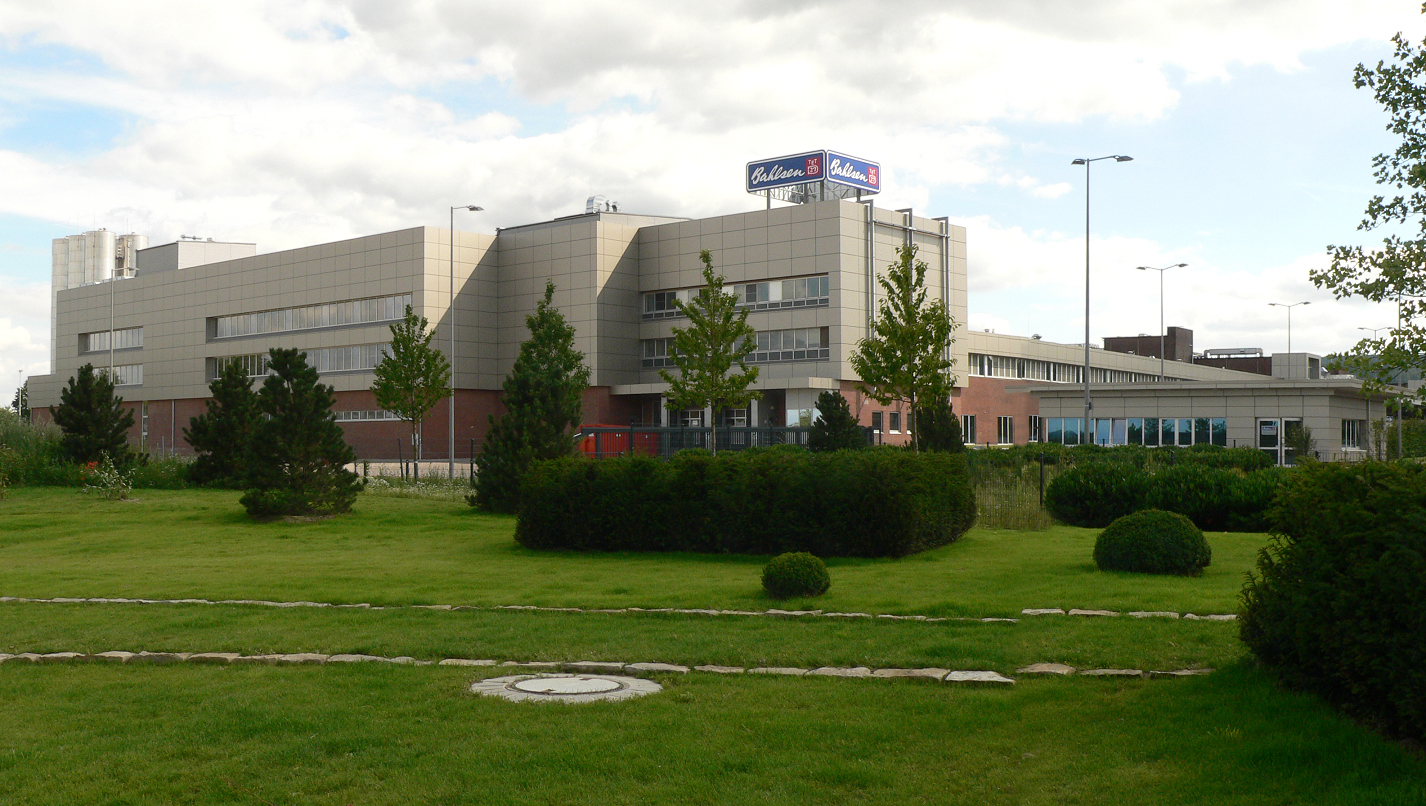
Bahlsen-Werk in Barsinghausen (2012)
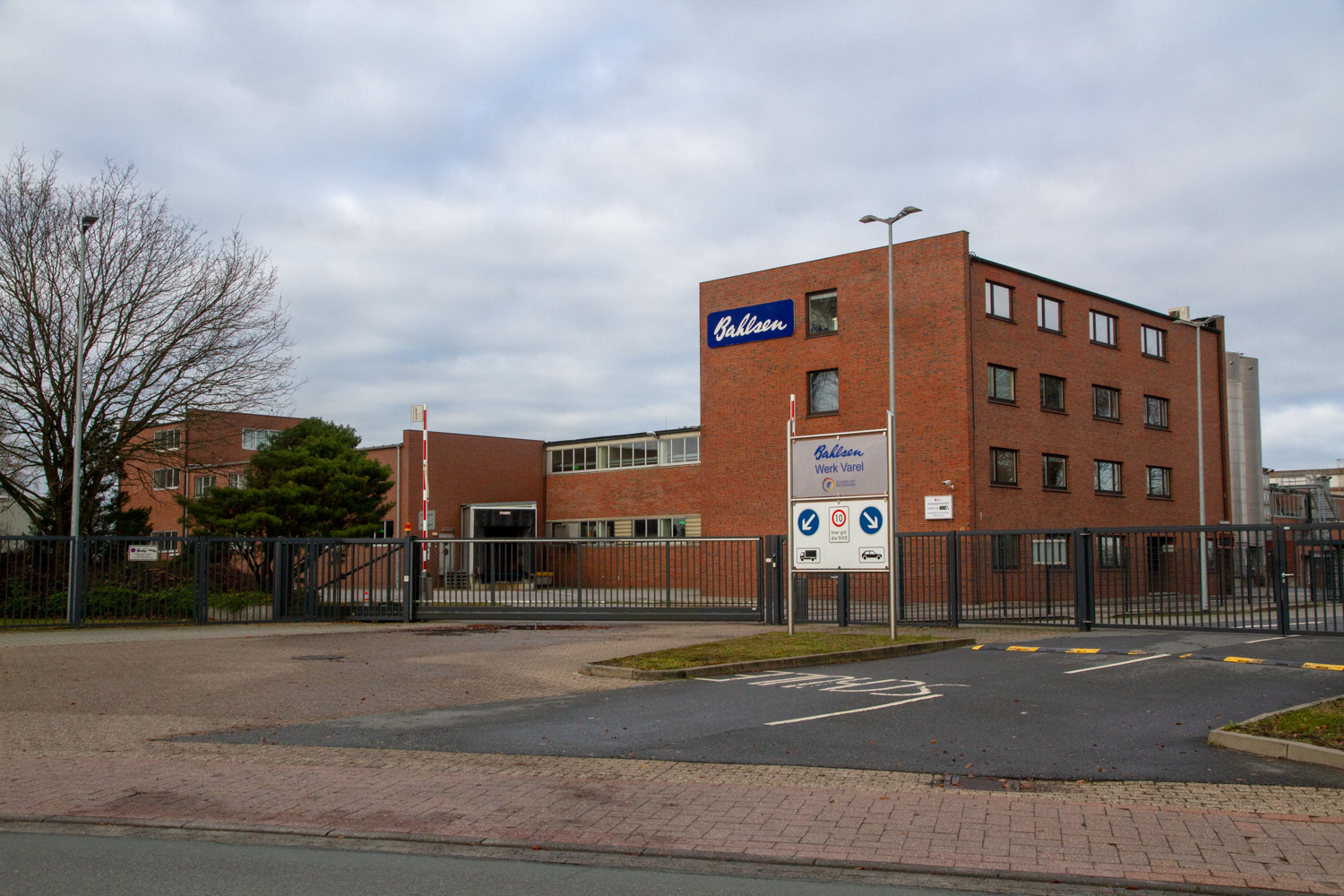
Zufahrt zum Bahlsen-Werk in Varel (Oldb)

## Unternehmensgeschichte

### Entstehung und wirtschaftlicher Erfolg

Bahlsen-Keksfabrik um 1900

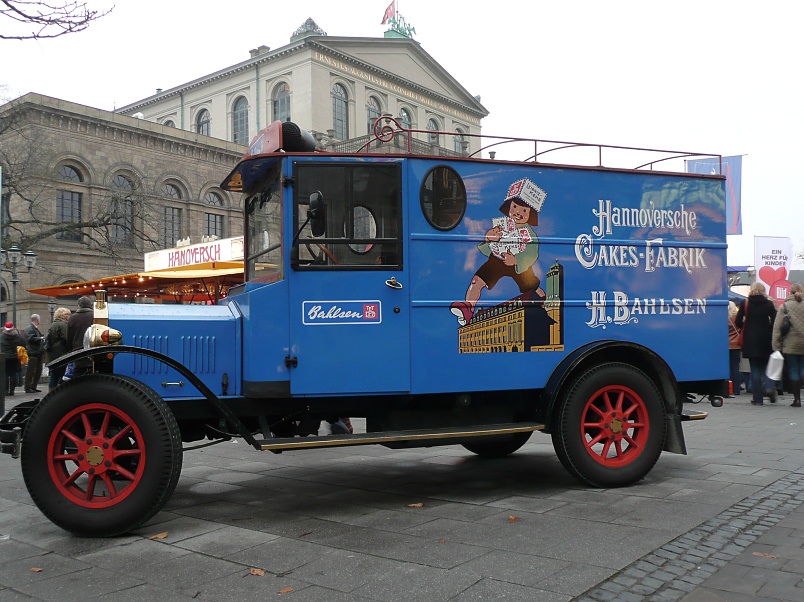
Bahlsen-Werbefahrzeug bei einem Charity-Keksverkauf vor dem Opernhaus Hannover

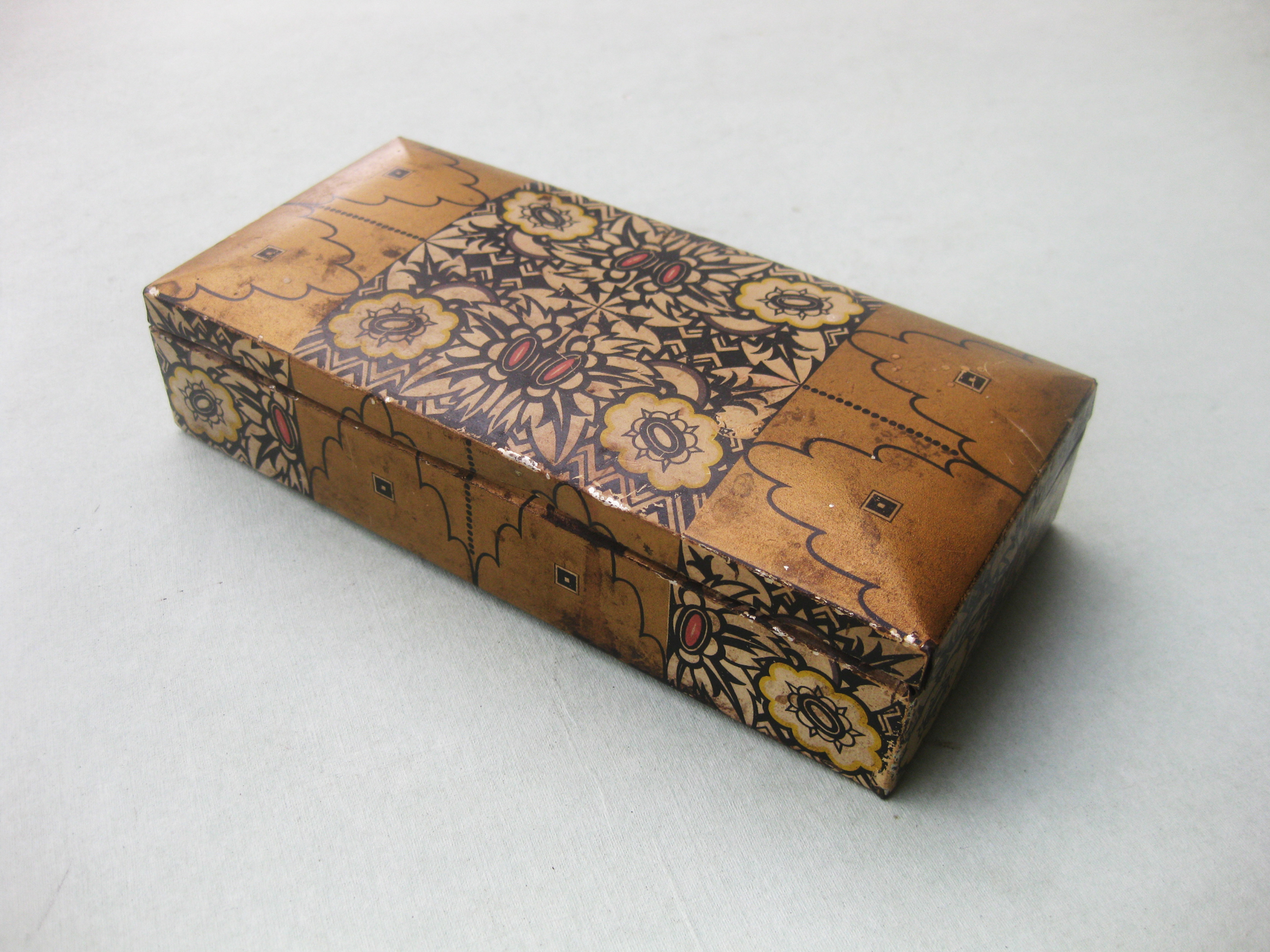
Keksdose entworfen von Emanuel Josef Margold für Bahlsen, 1917

1889 wurde die Hannoversche Cakesfabrik durch Übernahme des Fabrikgeschäftes engl. Cakes und Biscuits gegründet und hatte zu dem Zeitpunkt zehn Mitarbeiter. 1891 wurde der Leibnizkeks erfunden und 1894 auch in den USA hergestellt. 1893 erhielt Bahlsen für seine Produkte auf der Nahrungsmittelausstellung in Brüssel eine Goldmedaille, im selben Jahr wurde ihm bei der World’s Columbian Exposition in Chicago für seine Kekse eine Goldmedaille verliehen.
1899 hatte das Unternehmen 300 Mitarbeiter, und 1905 fand die erste Fließbandproduktion in Europa statt. 1912 wurde die Firma in H. Bahlsens Keksfabrik umbenannt. 1913 beschäftigte Bahlsen rund 1.700 Mitarbeiter.
In den Jahren 1916 und 1917 ließ Bahlsen Pläne für eine Retortenstadt unter der Bezeichnung TET-Stadt in Hannover entwickeln, die nicht verwirklicht wurde. Sie sollte zugleich Wohn- und Arbeitsstätte für die Beschäftigten der Bahlsen-Werke werden.
Am 6. November 1919 starb Hermann Bahlsen, und Hans Bahlsen übernahm das Unternehmen. Zum ersten Mal nach dem Ersten Weltkrieg wurden die Leibniz-Kekse wieder nach dem Original-Rezept produziert. 1922 hatte die Firma nur noch 633 Mitarbeiter.

### Zeit des Nationalsozialismus

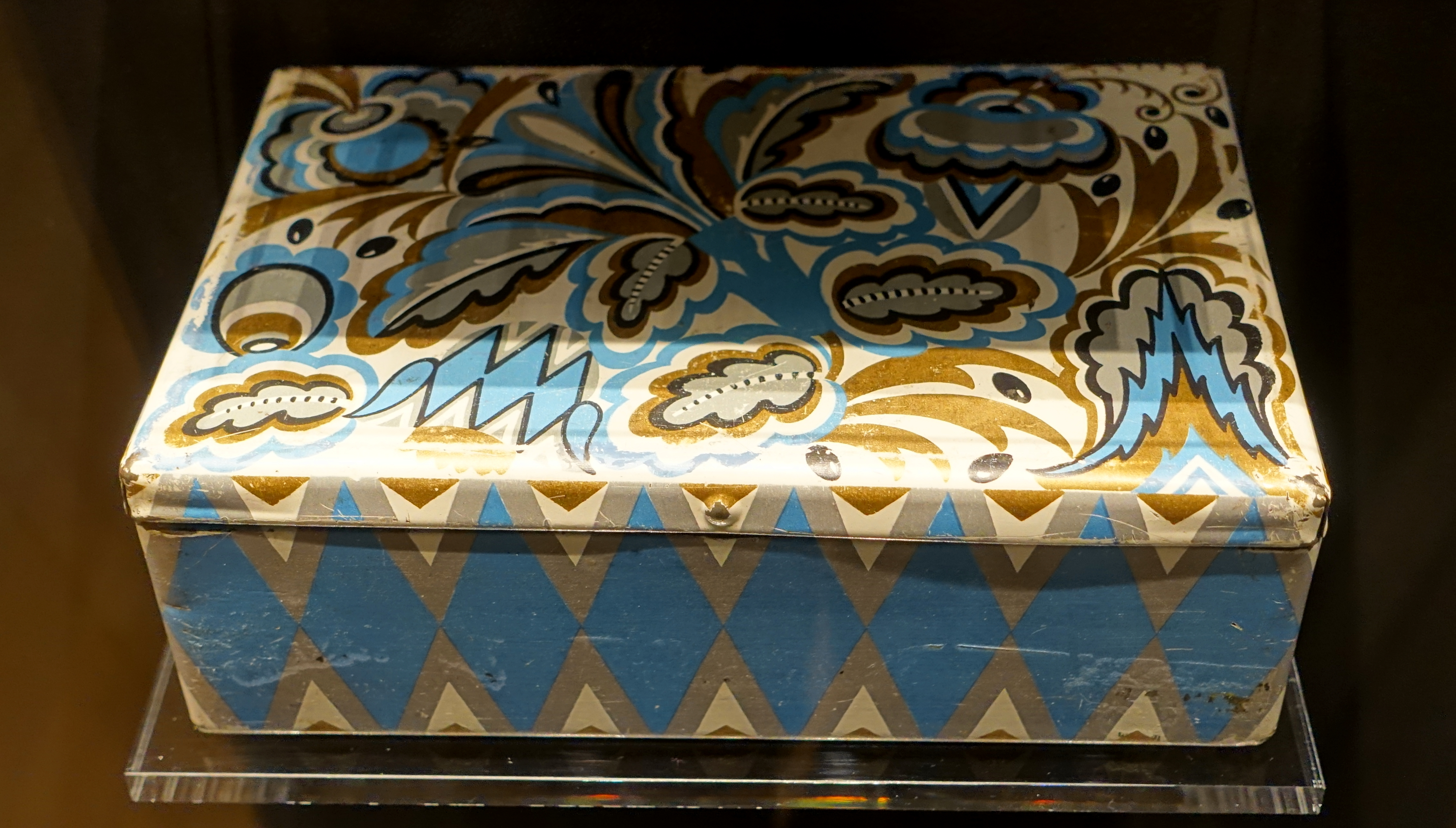
Keksdose entworfen von Ella Margold für Bahlsen, 1915

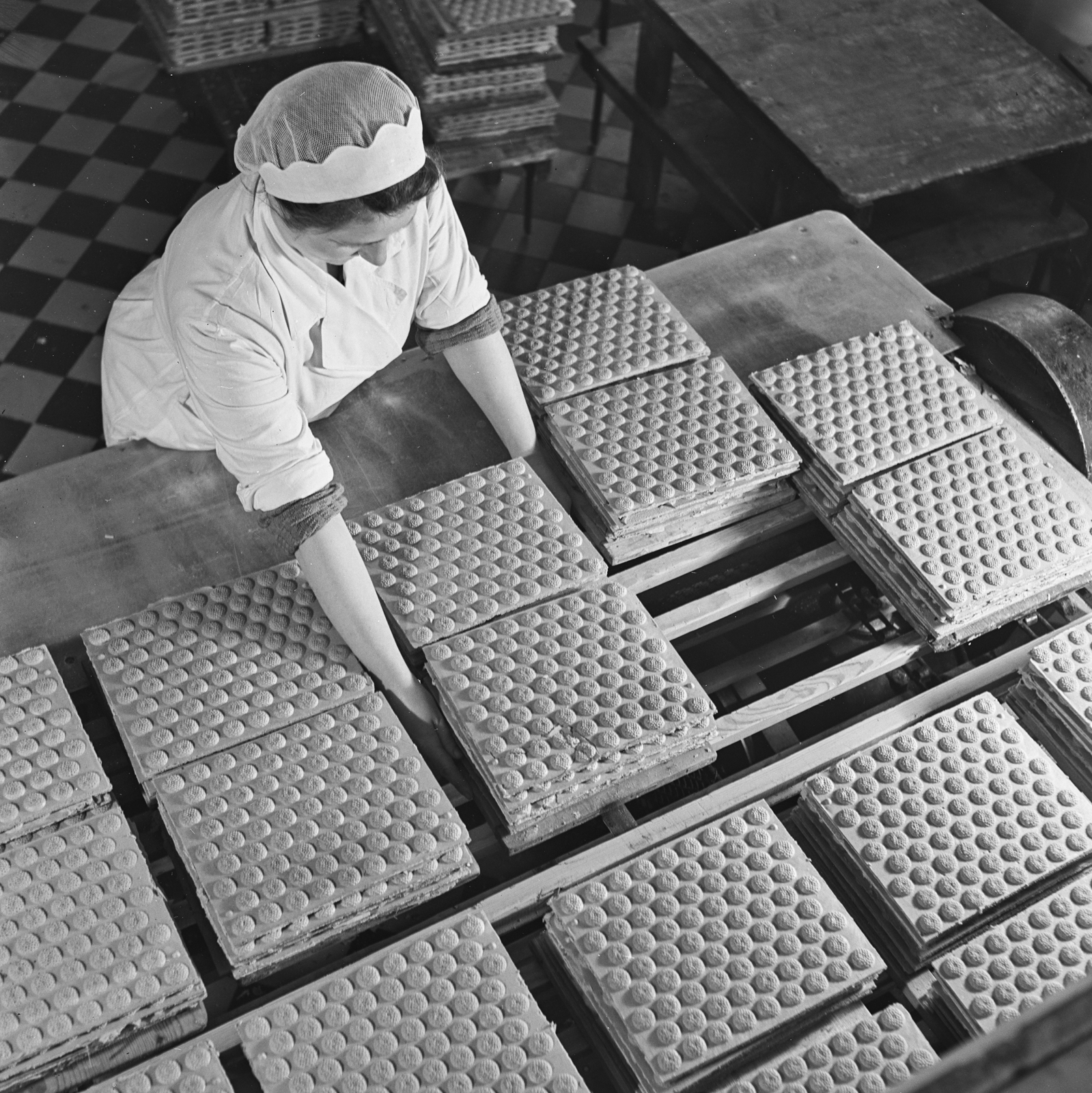
Keksfertigung 1938/39

Die Zeit des Nationalsozialismus ging für das Unternehmen mit wirtschaftlichem Erfolg einher. Vor allem die 1933 eingeführte Express-Blechdose mit einem Pfund Gebäck für eine Reichsmark wurde zum Verkaufsschlager. 1935 brachte Bahlsen die Salzlette neu auf den Markt. Die Salzstange gab es bis dahin nur in den USA. 1935 plante das Unternehmen, ein Foto von Adolf Hitler mit einer TET-Kekspackung auf Werbepostkarten „für unsere Propagandazwecke“ (im Sinne von Werbung) zu nutzen. Das Innenministerium zog die Karten wegen der Vermarktung von Hitler ein.
Infolge der Rohstoffknappheit wegen des Zweiten Weltkrieges wurde das Sortiment auf elf Artikel reduziert. Als Bahlsen zum „kriegswichtigen Betrieb“ und damit zum Rüstungsbetrieb ernannt wurde, stellte es Notverpflegungen für deutsche Soldaten her und produzierte Knäckebrot sowie Zwieback.
Ab 1940 mussten mindestens 200 Zwangsarbeiter aus sieben Ländern im Bahlsen-Werk arbeiten, vorwiegend Polinnen und Ukrainerinnen, die zwangsweise in Barackenlagern lebten. Diese waren aufgrund der damaligen Vorschriften u. a. bei der Bezahlung benachteiligt, standen aber auch auf anderen Ebenen hinter der deutschen Belegschaft zurück. 60 Entschädigungsklagen ehemaliger Zwangsarbeiter gegen Bahlsen wurden im Jahr 2000 vom Landgericht Hannover wegen Verjährung abgewiesen.
Zudem kooperierte Bahlsen offenbar mit der SS und verwaltete im besetzten Kiew eine Keksfabrik. Während des Rückzugs der Deutschen (Ende 1943) nahm die Firma Bahlsen alle Ausrüstungen, Anlagen und Materialien der Fabrik mit nach Deutschland. Der Spiegel recherchierte 2019, dass die Unternehmensleiter Hans, Werner und Klaus Bahlsen Mitglieder in der NSDAP gewesen waren und die SS gefördert hatten.
Im Jahr 2019 wurde Kritik an Unternehmenserbin und Anteilseignerin Verena Bahlsen laut, nachdem sie sich in der Bild-Zeitung zu den Zwangsarbeitern im Zweiten Weltkrieg geäußert hatte: „Das war vor meiner Zeit und wir haben die Zwangsarbeiter genauso bezahlt wie die Deutschen und sie gut behandelt.“ Recherchen der Wochenzeitung Die Zeit ergaben, dass die Aussage über die Höhe der Zwangsarbeiter-Entlohnung falsch war. Der zu damaliger Zeit übliche durchschnittliche Bruttowochenlohn eines deutschen Arbeiters betrug 44 Reichsmark. Den Bahlsen-Zwangsarbeitern wurden, laut Auswertung von Bahlsen-Lohnkarten, lediglich fünf bis zehn Reichsmark pro Woche ausgezahlt.
Auf die Kritik von 2019 reagierte das Unternehmen mit einer Pressemeldung aus Unternehmenssicht auf die NS-Zeit. Darin veröffentlichte es eine Erklärung von Verena Bahlsen, in der sie ihre Aussagen „mit persönlichen Worten“ bedauere. Weiterhin wurde bekannt gegeben, dass der Historiker Manfred Grieger mit einem unabhängigen Expertengremium beauftragt wurde, eine wissenschaftlich fundierte Unternehmensgeschichte unter anderem zur Zwangsarbeit bei Bahlsen zu verfassen. Die Studie von Hartmut Berghoff und Manfred Grieger wurde 2024 veröffentlicht. Laut dem Ergebnis leisteten von 1940 bis 1945 mehr als 800 ausländische Arbeitskräfte Zwangsarbeit für Bahlsen. Damit sei das Unternehmen Profiteur des nationalsozialistischen Zwangsarbeitssystems gewesen. Der Stundenlohn war ein drittel bis ein fünftel niedriger als der der deutschen Arbeiterinnen. Zwangsarbeiterinnen aus Polen mussten das stigmatisierende Polenabzeichen tragen, erhielten kleinere Lebensmittelrationen und eine schlechtere medizinische Versorgung. Sie waren in einem Barackenlager untergebracht und vom öffentlichen Leben ausgeschlossen. Im Vergleich zu anderen hannoverschen Betrieben, wie Hanomag und Continental, hatten die Zwangsarbeiterinnen bei Bahlsen bessere Möglichkeiten sich Lebensmittel zu beschaffen. Auch wegen der Einhaltung von Hygienestandards im Kekswerk hatten sie Zugang zu Waschräumen und Duschen. Nach Bekanntgabe der neuen Forschungsergebnisse räumte die Fabrikantenfamilie Bahlsen Versäumnisse im Umgang mit der NS-Zeit ein. Sie erklärte ihr Bedauern über die mangelnde Aufarbeitung und kündigte ein Engagement des Unternehmens zur Erinnerungskultur an. Dazu zählen eine Gedenktafel und eine Ausstellung mit Dokumenten aus der NS-Zeit in der Firmenzentrale an der Podbielskistraße. Bei Geschichtsprojekten der Käthe-Kollwitz-Schule zu den Bahlsen-Zwangsarbeiterinnen ist eine Kooperation geplant. Auf dem Schulgelände stand das Barackenlager der Zwangsarbeiterinnen. Dort soll eine Gedenktafel oder ein Mahnmal errichtet werden.

### Nach dem Zweiten Weltkrieg
1945 wurden die Fabriken und Distributionsstrukturen wieder aufgebaut. 1963 wurde der Hersteller Feurich-Keks aus München übernommen. Außerdem beteiligte sich das Unternehmen an der Firma Wilhelm Liebelt in Hamburg und stieg ins Geschäft mit Nüssen ein. Im selben Jahr führte Bahlsen Erdnussflips („Erdnuss-Locken“) auf dem deutschen Markt ein. Seit 1964 kooperierte Bahlsen mit der Flessner KG, die seit 1951 die erste automatische Produktionsanlage für Kartoffelchips in Europa betrieb. 1985 wurde die Flessner KG komplett von Bahlsen übernommen.
1966 übernahm Bahlsen die Kuchenfabrik Brokat in Oldenburg, die 1991 an einen amerikanischen Konzern verkauft wurde. 1967 wurden Bahlsen of North America sowie Vertriebsgesellschaften für Luxemburg und den Niederlanden gegründet, 1969 folgte eine Vertriebsgesellschaft für Belgien. 1968 wurde die Gubor Schokoladenfabrik im Schwarzwald übernommen. Im selben Jahr wurde das damals modernste Chipswerk Europas in Neunburg vorm Wald in Betrieb genommen.
Von 1971 bis 1976 war der spätere niedersächsische Ministerpräsident Ernst Albrecht Geschäftsführer. In dieser Zeit entwickelte sich Bahlsen zum internationalen Unternehmen und richtete vermehrt Verkaufsgesellschaften und Auslieferungslager im europäischen Ausland ein, so 1972 in Spanien und dem Vereinigten Königreich. 1980 wurde die Austin Quality Foods Company in Cary (North Carolina) übernommen und damit die Produktion in den USA aufgenommen. 1987 wurde die Produktion im Stammwerk Hannover aufgegeben und ins nahe Barsinghausen verlagert. 1989 feierte man hundertjähriges Jubiläum mit einer „Auslese feinster schokolierter Keks und Waffeln“. Seit den 1990er Jahren produziert Bahlsen unter anderem auch in Polen und Frankreich.
Nach der Wiedervereinigung (3. Oktober 1990) privatisierte die Treuhandanstalt viele ehemals 'volkseigene' Betriebe. Bahlsen kaufte im sächsischen Radebeul die Dauerbackwaren GmbH, legte das Werk 1992/1993 aber still. 1991 kaufte Bahlsen zudem die Erste Thüringer Keksfabrik in Bad Liebenstein. 1993 fand in der Gruppe eine Umstrukturierung statt; dabei wurde zwischen den zwei Unternehmensbereichen „süß“ und „snack“ unterschieden, die getrennt produzierten. Nochmals umbenannt wurde die Firma 1995 von Hermann Bahlsen Keksfabrik KG in Bahlsen KG. 1994 übernahm Bahlsen den französischen Keks- und Kuchenproduzenten St Michel, den man 2006 wieder veräußerte. 1995 übernahm Bahlsen die Gebäcksparte von Brandt (Brandt und Gottena).
1999 teilte sich die Bahlsen KG nach familiären Problemen in drei Sparten: süß (Bahlsen), salzig (Lorenz Bahlsen Snack-Gruppe, 2001 in The Lorenz Bahlsen Snack-World umbenannt) sowie Immobilien mit den weiteren Marken der Gruppe (so Soletti und Kelly, heute von einer Holding in der Schweiz geführt). Die beiden Sparten, die heute nicht mehr Bahlsen heißen, sind mittlerweile vollständig eigenständige Unternehmen ohne Verbindungen zu Bahlsen.
2002 entstand die Zwei-Marken-Strategie; neben dem bekannten Unternehmens-Logo wurden zwei neue Logos für die beiden Produktmarken Bahlsen und Leibniz entwickelt und eingeführt. 2005 wurde die Kuchenproduktion vom Standort Oldenburg (Oldbg.) nach Varel verlegt. Damit wurde der Produktionsstandort Oldenburg geschlossen, auch hier wurde der Fabrikverkauf an anderer Stelle aufrechterhalten. 2009 wurde die Handelsmarkentochter Gottena (Schneverdingen) in Bisquiva umbenannt. 2011 wurde das Werk in Barsinghausen, nach einem umfangreichen Umbau, von der Zeitschrift Produktion zur „Fabrik des Jahres 2011“ gekürt. 2020 wird an fünf Standorten gefertigt, in Hannover, Barsinghausen, Varel (Friesland), Berlin, Skawina (Polen) und Jawornik (Polen).

### Keksdiebstahl

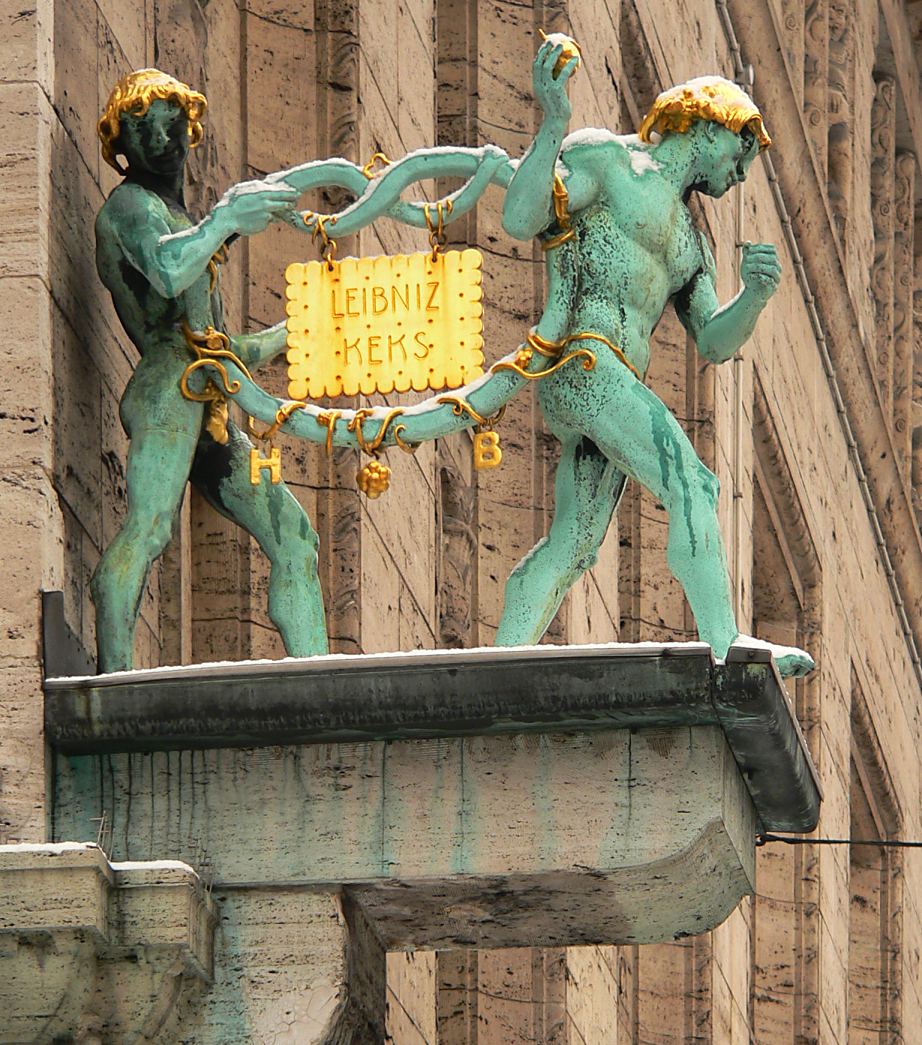
Fassadenfiguren Brezelmänner von Georg Herting mit dem Leibniz-Keks, der im Januar 2013 entwendet wurde

Anfang 2013 geriet Bahlsen in die Schlagzeilen, nachdem unbekannte Diebe den „goldenen Keks“ vom Aushängeschild an der Fassade des Firmensitzes entwendet hatten. Dabei handelt es sich um eine vergoldete, rund 20 Kilogramm schwere Darstellung eines Leibniz-Kekses aus Messing, die der Bildhauer Georg Herting mit den Fassadenfiguren Brezelmänner um 1910 schuf. Kurz nach dem Diebstahl erhielten die Hannoversche Allgemeine Zeitung und Bahlsen ein Bekennerschreiben mit erpresserischem Inhalt. Es forderte eine Spende der zuvor von Bahlsen in Aussicht gestellten Belohnung an ein Tierheim in Langenhagen sowie eine Keks-Spende an das hannoversche Kinderkrankenhaus auf der Bult. Dem Schreiben lag ein Foto einer mit dem Keks posierenden unbekannten Person in einem Krümelmonsterkostüm bei. Bahlsen bot daraufhin via Facebook an, 52.000 Kekspackungen an 52 soziale Einrichtungen zu spenden, falls der Keks zurückgebracht werde. Am 5. Februar wurde der vergoldete Keks wiedergefunden. Er hing an der Statue des Niedersachsenrosses vor der Leibniz-Universität in Hannover. Die Polizei ermittelte gegen die unbekannten Täter wegen Diebstahl und Erpressung.
Das Unternehmen wie auch die Erpresser bedienten sich der Symbolik des unternehmensbegründenden Leibniz-Kekses mit 52 Zähnen (52.000 Kekspackungen, 52 soziale Einrichtungen, Rückgabe am 5.2.), der ebenso wie der Auffindeort (Leibniz-Universität) nach dem hannoverschen Hofbibliothekar Gottfried Wilhelm Leibniz benannt ist. Am 11. Juli 2013 wurde der Keks wieder an der Zentrale aufgehängt.